# Сузано
Сузано (порт. Suzano) град је у Бразилу у савезној држави Сао Пауло. Према процени из 2007. у граду је живело 268.777 становника.

## Становништво
Према процени из 2007. у граду је живело 268.777 становника.
| 1991.   | 2000.   |
| ------- | ------- |
| 158,839 | 228,690 |